# Pointe des Almadies
Die Pointe des Almadies ist der westlichste Punkt Afrikas und befindet sich in der Hauptstadt des Senegal in Dakar am Cap Vert.

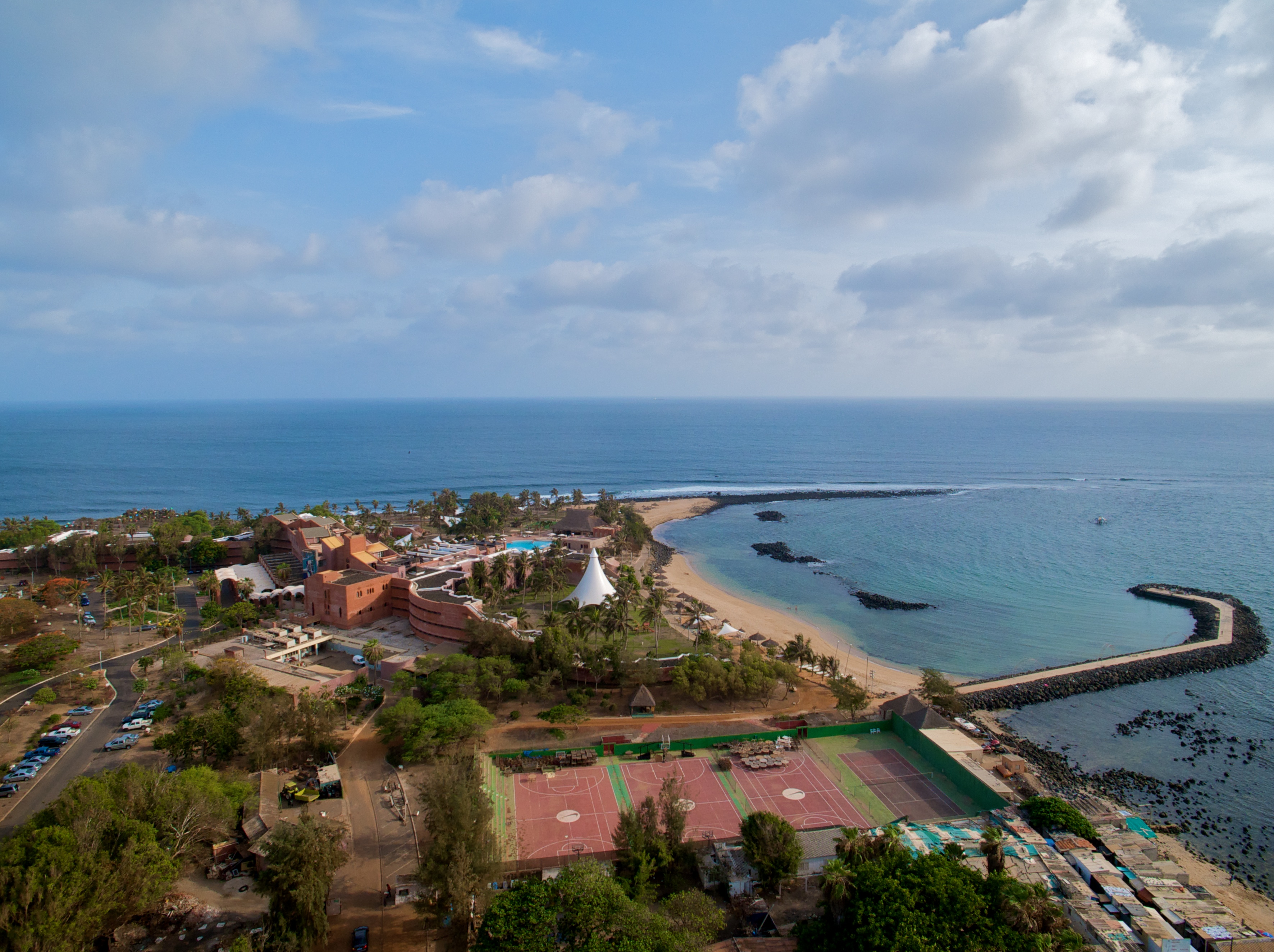
Pointe des Almadies - Senegal

## Lage und Beschreibung
Angrenzend an die Stadtteile Ngor und Yoff liegt die Pointe des Almadies etwa fünf Kilometer entfernt vom ehemaligen Flughafen Dakar-Léopold Sédar Senghor. Der Ort befindet sich auf dem Gelände des Hotel des Almadies in unmittelbarer Nähe zur Botschaft der USA.

## Landschaft

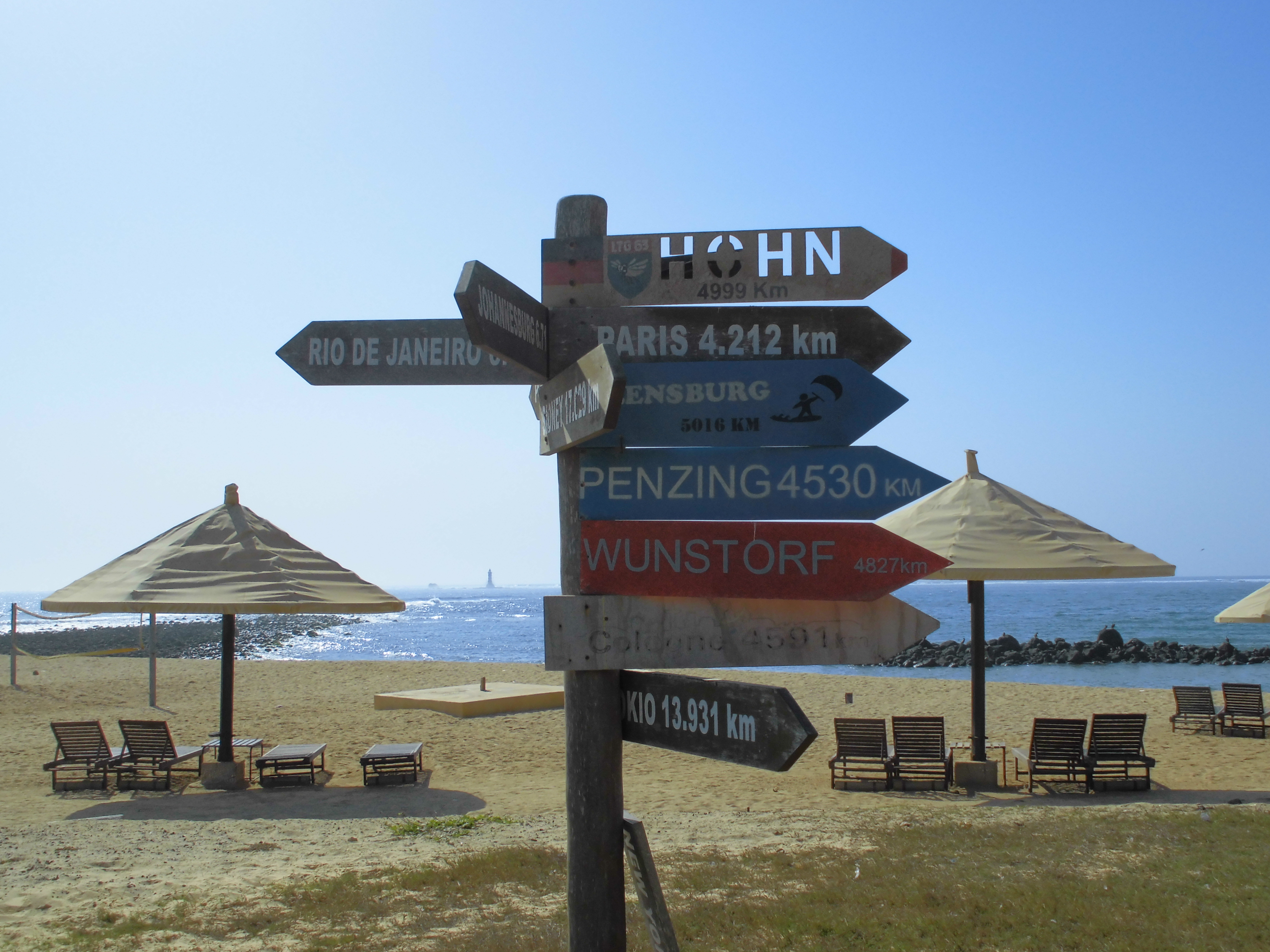
Wegweiser am Pointe des Almadies

Die Cap-Vert-Halbinsel, auf der sich die Pointe des Almadies befindet, ist vulkanischen Ursprungs und besteht aus Basaltgestein. In unmittelbarer Nähe befinden sich die Zwillingshügel Les Mamelles. Diese ehemaligen Vulkane heben sich deutlich von der sonst flachen Küstenlandschaft ab und beherrschen das Landschaftsbild. Direkt an der Pointe des Almadies treffen der Nord- und der Südäquatorialstrom des Atlantik aufeinander.

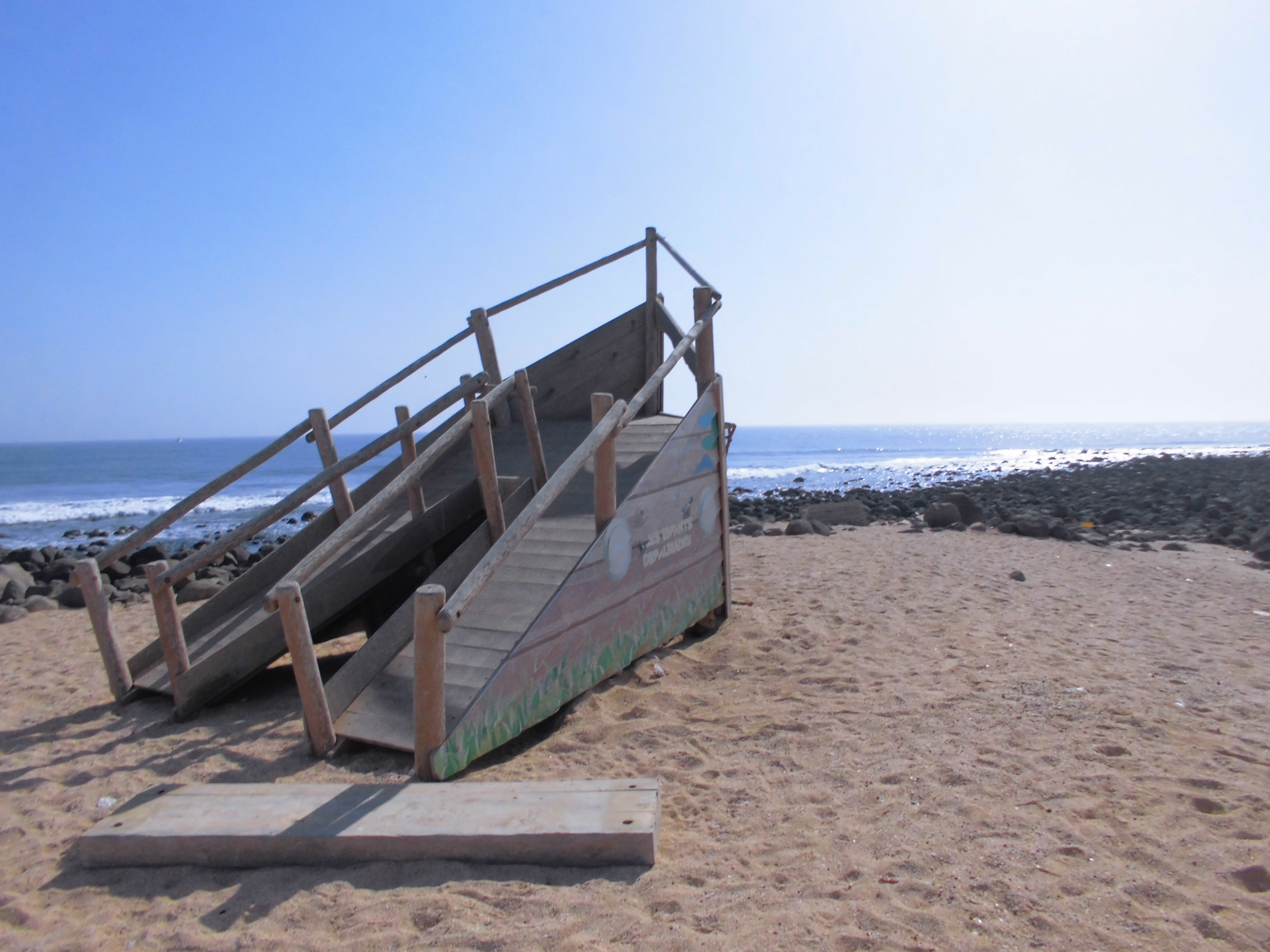
Pointe des Almadies

## Bezugspunkt zur maritimen Grenzbestimmung
Eine wichtige Rolle spielte die Pointe des Almadies bei der Bestimmung der Seegrenze zwischen Guinea und Guinea-Bissau. In einem Urteil von 1985 wurde festgelegt, dass die Seegrenze beider Staaten einer Senkrechte zur Verbindungslinie zwischen der Pointe des Almadies und Cape Shilling folgen solle, einem in Sierra Leone gelegenen Vorgebirge nahe den Banana Islands.

## Sonstiges
Die Halbinsel an der Pointe des Almadies war 1964 einer der Drehorte für den Film The Endless Summer, der vom Surfen handelt.
Die angrenzenden Strände sind auch heute noch beliebte Treffpunkte von Surfern aus aller Welt. Die Saison beginnt hier mit dem Anfang der Trockenzeit im November und endet im Mai.